# Orde de Frederic
L'orde de Frederic (en alemany: Friedrichs-Orden o Friedrichsorden) va ser un orde de mèrit del regne alemany de Württemberg. Era concedida a oficials militars de Württemberg i de nacions aliades per valentia i pels assoliments excepcionalment meritoris en combat.
Va ser instituït l'1 de gener de 1830 pel segon rei de Württemberg, Guillem I en record del seu pare, el rei Friedrich I. El 1918, la fi de la monarquia va suposar l'abolició de l'orde.

## Classes
L'orde es va crear amb una sola classe, conferint noblesa. El 3 de gener de 1856, l'Ordre es va recrear amb quatre classes i es van crear el 29 de setembre de 1870 un cavaller de 1a classe i una divisió militar amb espases (els cavallers existents van ser nomenats cavallers de 1a classe). El 1892 es va afegir a l'orde la "Medalla de l'Ordre de Frederic". El 6 de març de 1899 es va crear un rang addicional, la Gran Creu amb Corona (o Corona de la Gran Creu).
Les classes van ser:
- Gran Creu amb Corona
- Gran Creu
- Comanador de 1a classe
- Comanador de 2a classe
- Cavaller 1a classe
- Cavaller 2a classe

Medalla
La cinta era blau cel.

## Receptorss

### Gran Creu
- Duke Adam of Württemberg
- Eugen von Albori
- Albrecht, Duke of Württemberg
- Alexander, Prince of Erbach-Schönberg
- Duke Alexander of Württemberg (1804–1885)
- Alexis, Prince of Bentheim and Steinfurt
- Prince August of Württemberg
- Gustav Bachmann
- Friedrich Wilhelm von Bismarck
- Herbert von Bismarck
- Max von Boehn (general)
- Paul von Breitenbach
- Bernhard von Bülow
- Stephan Burián von Rajecz
- Carl, Duke of Württemberg
- Charles I of Württemberg
- Bohuslav, Count Chotek of Chotkow and Wognin
- Constantine, Prince of Hohenzollern-Hechingen
- Ernst I, Prince of Hohenlohe-Langenburg
- Ernst II, Prince of Hohenlohe-Langenburg
- Géza Fejérváry
- Prince Frederick of Württemberg
- Woldemar Freedericksz
- Prince Friedrich Leopold of Prussia
- Friedrich von Gerok (officer)
- Colmar Freiherr von der Goltz
- Heinrich von Gossler
- Gottlieb Graf von Haeseler
- Wilhelm von Hahnke
- Heinrich VII, Prince Reuss of Köstritz
- Prince Hermann of Saxe-Weimar-Eisenach (1825–1901)
- Paul von Hindenburg
- Eberhard von Hofacker
- Dietrich von Hülsen-Haeseler
- Karl Anton, Prince of Hohenzollern
- Hans von Kirchbach
- Konstantin of Hohenlohe-Schillingsfürst
- Prince Kraft zu Hohenlohe-Ingelfingen
- Emich, 5th Prince of Leiningen
- Alexander von Linsingen
- Otto von Moser
- Georg Alexander von Müller
- Duke Nicholas of Württemberg
- Adolphe Niel
- Duke Paul Wilhelm of Württemberg
- Philipp Albrecht, Duke of Württemberg
- Philipp Ernst, 8th Prince of Hohenlohe-Schillingsfürst
- Duke Philipp of Württemberg
- Philipp, Prince of Eulenburg
- Hans von Plessen
- Antoni Wilhelm Radziwiłł
- Duke Robert of Württemberg
- Gustav Rümelin
- Willem Anne Schimmelpenninck van der Oye
- Alfred von Schlieffen
- Gustav von Senden-Bibran
- Francis, Duke of Teck
- Alfred von Tirpitz
- Reginald Tower
- Julius von Verdy du Vernois
- Eduard Vogel von Falckenstein
- Alfred von Waldersee
- Wilhelm Karl, Duke of Urach
- Wilhelm, Duke of Urach
- William II of Württemberg
- Duke William of Württemberg
- Duke Eugen of Württemberg (1846–1877)
- Ferdinand von Zeppelin
- August zu Eulenburg

### Comanador de 1a Classe
- Max von Bock und Polach
- Paul Puhallo von Brlog
- Josias von Heeringen
- Leopold von Ranke
- Martin Chales de Beaulieu
- Ewald von Lochow
- Friedrich von Scholl
- Karl von Wedel

### Comanador de 2a Classe
- Karl von Bülow
- August von Heeringen
- Wilhelm Heye
- Eduard von Kallee
- Walther Reinhardt
- Prince Rudolf of Liechtenstein
- Ernst von Prittwitz und Gaffron
- Adolf von Trotha

### Cavaller de 1a Classe
- Paul Bader
- Ludwig Beck
- Gottlob Berger
- Moritz von Bissing
- Walther von Brauchitsch
- Charles of Solms-Hohensolms-Lich
- Kurt Eberhard
- Walther Fischer von Weikersthal
- Werner von Fritsch
- Curt Haase
- Paul Hausser
- Waldemar Henrici
- Leonhard Kaupisch
- Maximilian von Laffert
- Oswald Lutz
- Erich von Manstein
- Franz Mattenklott
- Curt von Morgen
- Erwin Rommel
- Richard Ruoff
- Ehrhard Schmidt
- Hans Schmidt (general of the Infantry)
- Hugo Sperrle
- Hans Graf von Sponeck
- Aaron Tänzer
- Walther Wever (general)

### Cavaller de 2a Classe
- Carl Bolle
- Hermann Kling
- Friedrich Sixt von Armin

### Altres
- Paul von Bruns
- Walther Schroth
- Oskar von Watter